# 그랜드 센트럴 (영화)
《그랜드 센트럴》(영어: Grand Central)는 2013년 공개된 로맨스 영화이다.

## 출연

### 주연
- 타하르 라힘
- 레아 세이두

### 조연
- 드니 메노셰
- 올리비에 구르메
- 요한 리베루
- 노자 호우아드라
- 나우엘 페레즈 비스카야트
- 까밀리에 를르쉐
- 귀욤 베르디에르
- 마리 베르토
- 줄리 물리에
- 카림 르클로
- 피에르 니세
- 베로니크 스몰렌
- 프랑수아 네그레뜨
- 르네 렘블리어

## 기타
- 프로듀서: 프레더릭 주브
- 공동프로듀서: 가브리엘 크란젤빈데르
- 조감독: 쟝-밥티스트 푸유
- 음향: 알렉시스 플레이스
- 미술: 앙트완 플래토
- 시각효과: 파브리스 라가예트
- 분장팀: 알렉산드라 브레딘
- 의상: 샤토운
- 배역: 필립 엘쿠비